# MTV Video Music Award a legjobb filmből összevágott videóért
Az MTV Video Music Award a legjobb filmből összevágott videóért díjat először 1987-ben adták át, azon klipek elismerésére, amely dalai betétdalok voltak vagy szerepeltek egy filmben. Az idő múlásával azonban egyre kevesebb ilyen típusú videó készült, így 2003-ban átadták az utolsó díjat.
A kategóriában nem nyert kétszer ugyanaz az előadó, habár Madonnát, Will Smith-t és a U2-t háromszor is jelölték. A U2 tagjai, Adam Clayton és Larry Mullen Jr. gyakorlatilag a legtöbbször jelölt előadók: három jelölés a U2 tagjaként és egy jelölés a Mission: Impossible témájáért. A legtöbbször jelölt filmek a Facérok és a Mindörökké Batman, két-két jelöléssel.
| Év   | Győztes                                                                                 | További jelöltek |
| ---- | --------------------------------------------------------------------------------------- | --- |
| 1987 | Talking Heads — Wild Wild Life (a Texas elveszett szüzességefilmből)                    | - Ben E. King — Stand by Me (az Állj mellém! filmből)                                                               |
| 1988 | Los Lobos — La Bamba (a La Bamba filmből)                                               | - Bob Seger — Shakedown (a Beverly Hills-i zsaru 2. filmből)                                                        |
| 1989 | a U2 B. B. King-gel — When Love Comes to Town (a Rattle and Hum filmből)                | - Annie Lennox és Al Green — Put a Little Love in Your Heart (a Szellemes karácsony filmből)                        |
| 1990 | Billy Idol — Cradle of Love (a Ford Fairlane kalandjai filmből)                         | - ZZ Top — Doubleback (a Vissza a jövőbe III filmből)                                                               |
| 1991 | Chris Isaak — Wicked Game (a Veszett a világ filmből)                                   | - Guns N’ Roses — You Could Be Mine (a Terminátor 2 – Az ítélet napja filmből)                                      |
| 1992 | Queen — Bohemian Rhapsody (a Wayne világa filmből)                                      | - Hammer — Addams Groove (az Addams Family - A galád család filmből)                                                |
| 1993 | Alice in Chains — Would? (a Facérok filmből)                                            | - Paul Westerberg — Dyslexic Heart (a Facérok filmből)                                                              |
| 1994 | Bruce Springsteen — Streets of Philadelphia (a Philadelphia – Az érinthetetlen filmből) | - Sinéad O’Connor — You Made Me the Thief of Your Heart (az Apám nevében filmből)                                   |
| 1995 | Seal — Kiss from a Rose (a Mindörökké Batman filmből)                                   | - Urge Overkill — Girl, You'll Be a Woman Soon (a Ponyvaregény filmből)                                             |
| 1996 | Coolio (közreműködik L.V.) — Gangsta's Paradise (a Veszélyes kölykök filmből)           | - Adam Clayton és Larry Mullen Jr. — Theme from Mission: Impossible (a Mission: Impossible filmből)                 |
| 1997 | Will Smith — Men in Black (a Men in Black - Sötét zsaruk filmből)                       | - Bruce Springsteen — Secret Garden (a Jerry Maguire – A nagy hátraarc filmből)                                     |
| 1998 | Aerosmith — I Don't Want to Miss a Thing (az Armageddon filmből)                        | - Puff Daddy (közreműködik Jimmy Page — Come with Me (a Godzilla filmből)                                           |
| 1999 | Madonna — Beautiful Stranger (a KicsiKÉM – Austin Powers 2. filmből)                    | - Will Smith (közreműködik Dru Hill és Kool Moe Dee) — Wild Wild West (a Wild Wild West - Vadiúj vadnyugat filmből) |
| 2000 | Aaliyah — Try Again (az Öld meg Rómeót! filmből)                                        | - Sisqó (közreműködik Foxy Brown) — Thong Song (a Bölcsek kövére 2 - A Klump család filmből)                        |
| 2001 | Christina Aguilera, Lil' Kim, Mýa és Pink — Lady Marmalade (a Moulin Rouge! filmből)    | - U2 — Elevation (Tomb Raider Mix) (a Lara Croft: Tomb Raider filmből)                                              |
| 2002 | Chad Kroeger (közreműködik Josey Scott) — Hero (a Pókember filmből)                     | - Will Smith — Black Suits Comin' (Nod Ya Head) (a Men in Black - Sötét zsaruk 2. filmből)                          |
| 2003 | Eminem — Lose Yourself (a 8 mérföld filmből)                                            | - Britney Spears (közreműködik Pharrell) — Boys (The Co-Ed Remix) (az Austin Powers – Aranyszerszám filmből)        |